# Portrait de Hans Tucher
Le Portrait de Hans Tucher est un tableau d'Albrecht Dürer conservé au musée du château de Weimar. 

## Description
Cette huile sur panneau (28x24 cm), peinte par Dürer en 1499, fait partie d'un diptyque réalisé par l'artiste. L'autre tableau, qui lui fait pendant, représente Felicitas Tucher, l'épouse de Hans Tucher. Les deux œuvres sont conservées au château de Weimar. 

## Histoire
Depuis que Frédéric III de Saxe lui a commandé son portrait, Dürer est souvent sollicité par l'aristocratie de Nuremberg. C'est le cas de la famille Tucher von Simmelsdorf, une importante dynastie locale pour laquelle il réalise quatre portraits sous la forme de deux diptyques.
Le premier diptyque représente le fils aîné d'Anton Ier Tucher (1412-1476), Hans (1456-1536), et son épouse, née Felicitas Rieter (1466-1514). En haut du Portrait de Hans Tucher, sur la tenture de brocart rouge, une inscription indique l'âge du modèle : Hans Tucher 42 Ierig 1499. Quand le diptyque est fermé, les armoiries familiales apparaissent au premier plan, sur le verso du Portrait de Hans Tucher, dans un format identique.
Le second diptyque est consacré au cinquième fils d'Anton Ier Tucher, Nikolaus (1464-1521), et à l'épouse de celui-ci, née Elsbeth Pusch (1473-1517). Le Portrait d'Elsbeth Tucher se trouve à la Gemäldegalerie Alte Meister de Cassel. Celui de son mari a disparu.

## Galerie

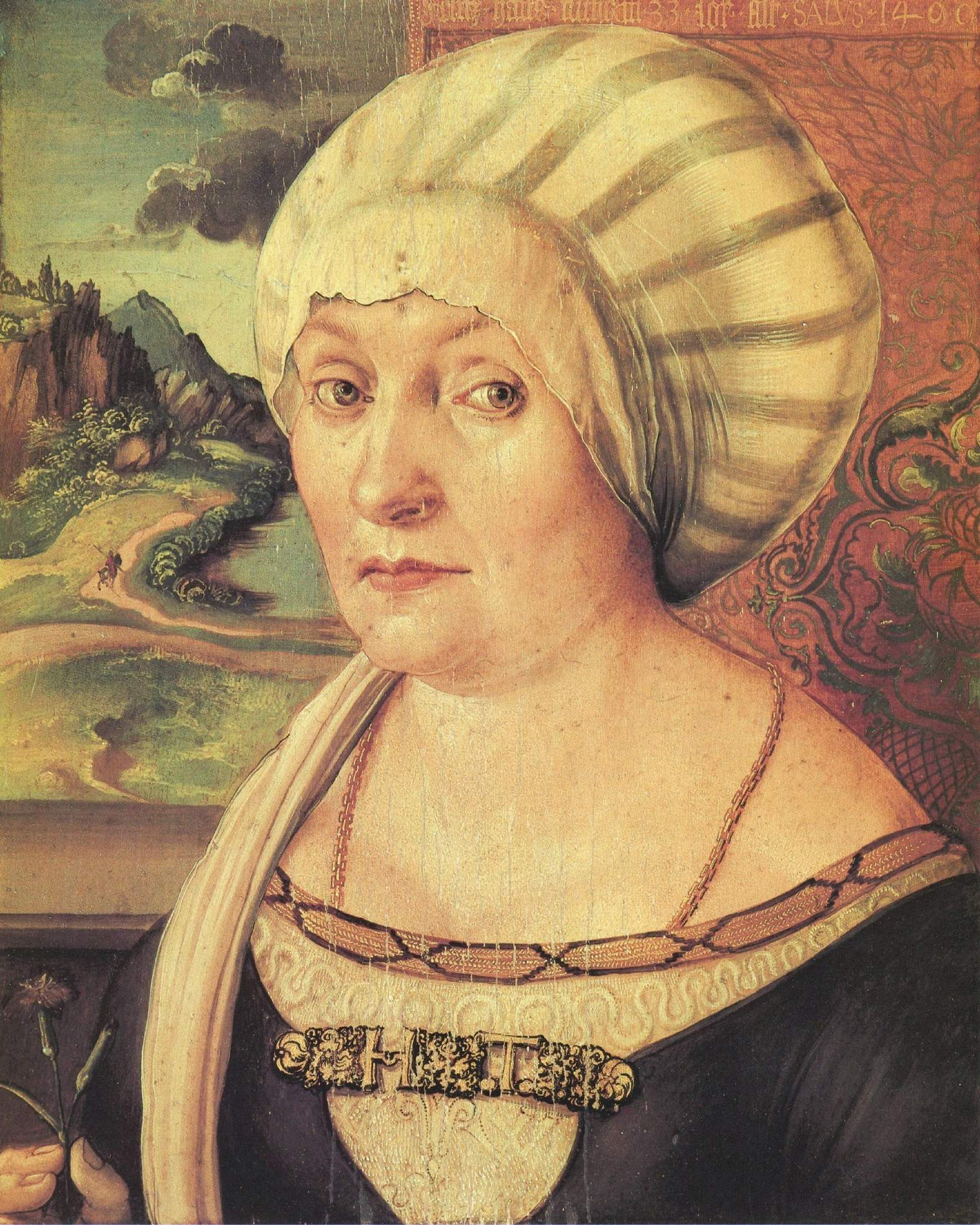
Portrait de Felicitas Tucher
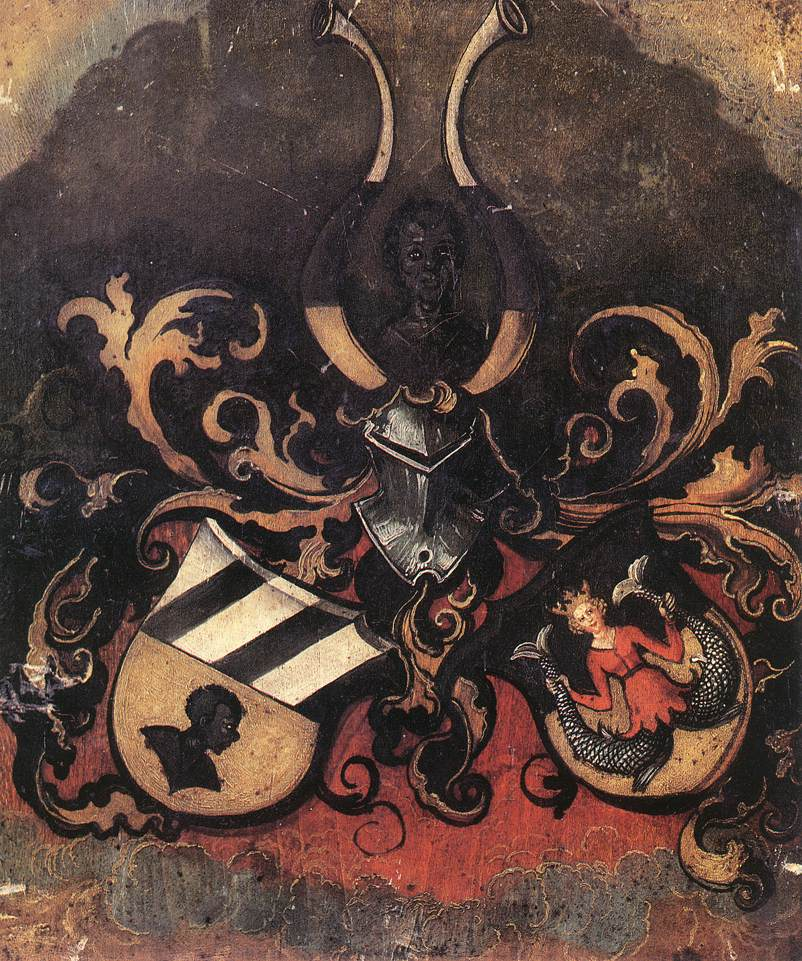
Armes des Tucher et des Rieter, au verso du Portrait de Hans Tucher
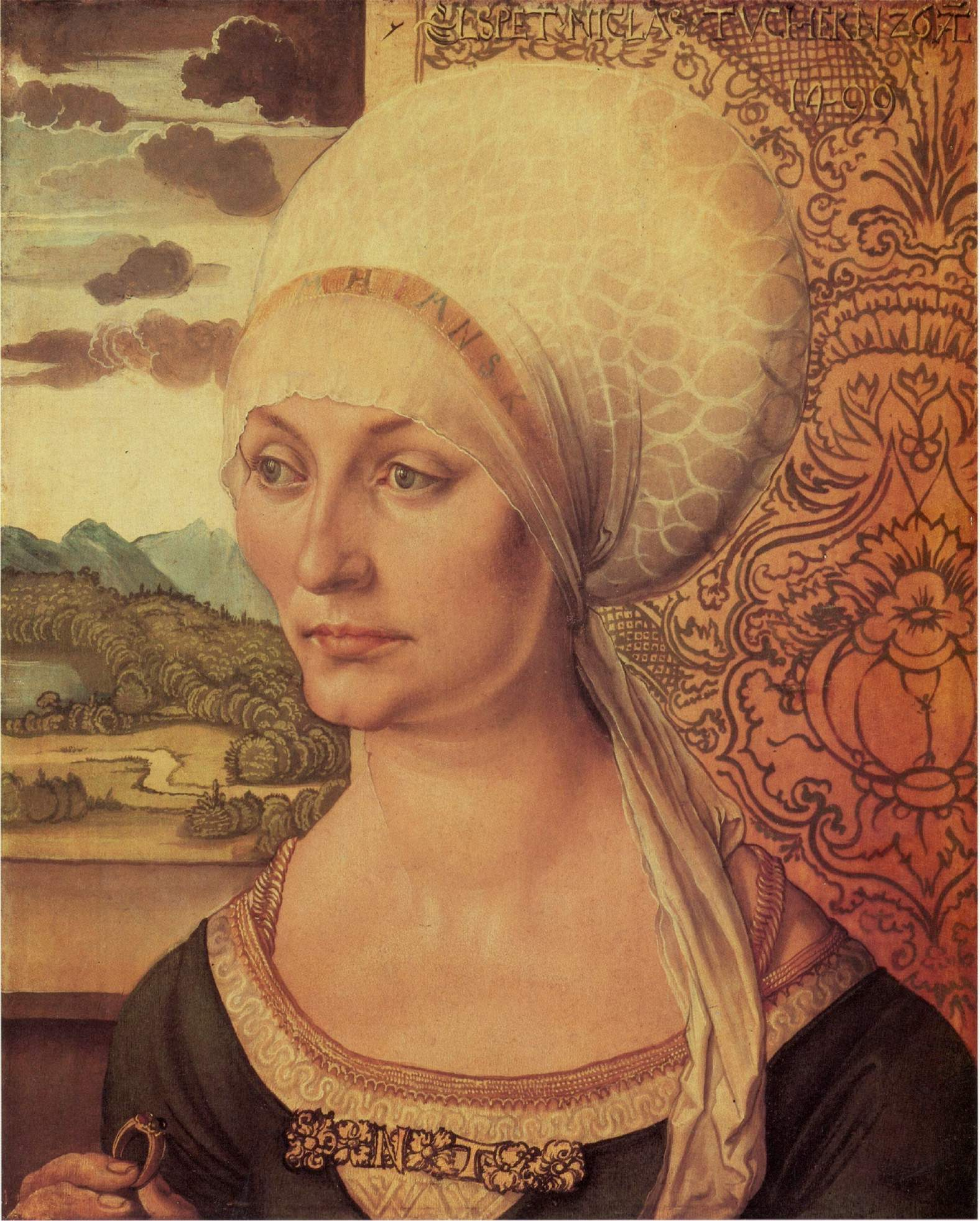
Portrait d'Elsbeth Tucher